# Tanella gracilis
Tanella gracilis är en kräftdjursart som beskrevs av Kingma 1948. Tanella gracilis ingår i släktet Tanella och familjen Leptocytheridae. Inga underarter finns listade i Catalogue of Life.